# マルスから平和を守るミネルヴァ
『マルスから平和を守るミネルヴァ』（蘭: Minerva beschermt de Vrede tegen Mars, 英: Minerva protects Pax from Mars）あるいは『平和と戦争』（英: Peace and War）は、バロック期のフランドルの巨匠ピーテル・パウル・ルーベンスが1629年から1630年に制作した絵画である。油彩。イングランド国王チャールズ1世に贈呈するために制作され作品で、平和の女神パクスと知恵の女神ミネルヴァ、戦争の神マルスによって表現された戦争と平和の寓意を主題としている。現在はロンドンのナショナル・ギャラリーに所蔵されている。

## 制作経緯
1625年にスペインとイングランドの間で始まった西英戦争は4年を経ても終結せず、また両国はそれぞれマントヴァ継承戦争および英仏戦争に巻き込まれたため、たがいに和平を望んでいた。1629年、スペイン国王フェリペ4世は和平交渉のためルーベンスを外交使節としてロンドンに派遣し、翌1630年にマドリード条約が締結された。ルーベンスは当時最も有名な画家であると同時に熟練の外交官であり、対してチャールズ1世は熱心な美術コレクターとして知られていた。ルーベンスは本作品をイングランドで制作し、チャールズ1世の鑑識眼に訴えるとともに、絵画によって外交メッセージを伝えている。

## 作品

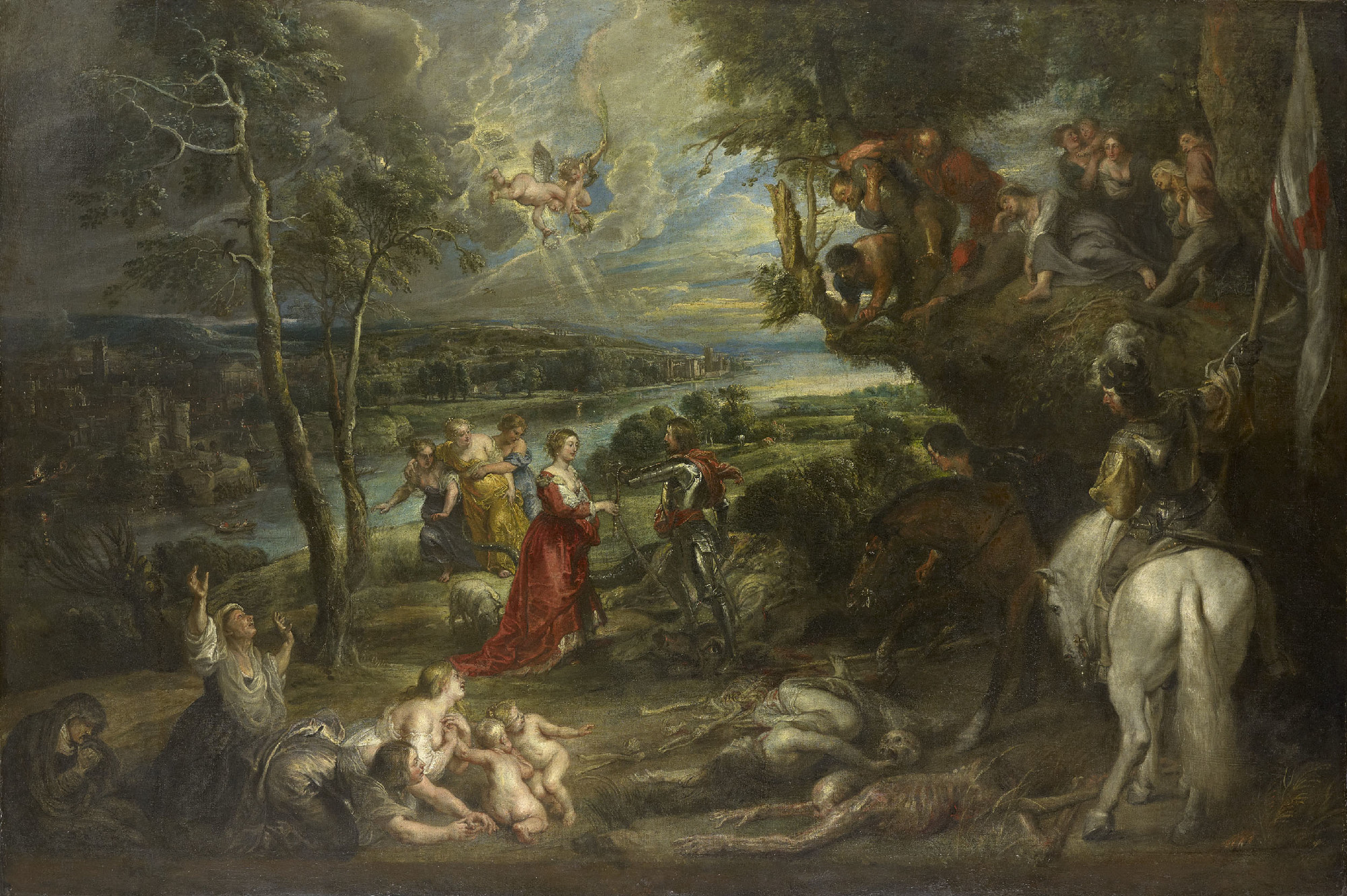
ルーベンスがイングランド滞在中に制作した『聖ゲオルギウスと竜のいる風景』。チャールズ1世により外交官エンディミオン・ポーターを通じて発注された。ロイヤル・コレクション所蔵。

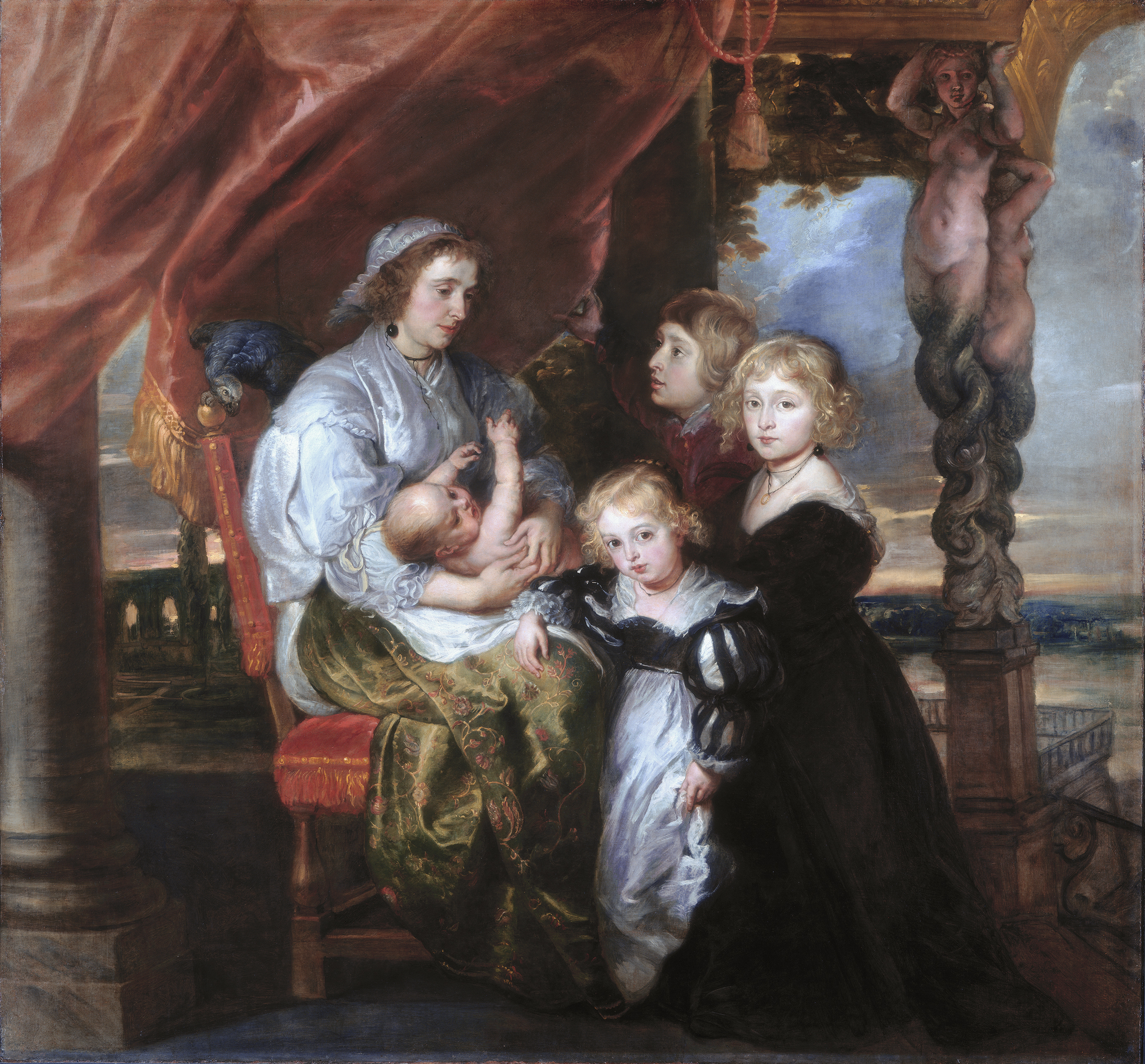
ルーベンスの肖像画『バルサザール・ガービアー卿の夫人デボラ・キップと彼女の子供たち』。1629年ないし1630年。ワシントン・ナショナル・ギャラリー所蔵。

ルーベンスは知恵の女神ミネルヴァによって守られる平和の女神パクスを描いている。いくつかの詳細については不確かな部分があるものの、全体として、戦争を拒否し、平和を受け入れることで、繁栄と豊穣がもたらされるというルーベンスのメッセージは明確である。
画面中央に配置された女性像はパクスであり、その背後でミネルヴァは槍と黒い甲冑で武装し、同じく黒い甲冑と盾で武装した戦争の神マルスを画面右に向かって押しのけている。マルスのすぐそばには同様に押しのけられている女性像があり、その正体ははっきりしないが、おそらく復讐の女神フリアイと思われる。さらに画面右上隅では古代神話の強欲な怪物ハルピュイアが宙を舞ってる。ルーベンスはパクスに大地の女神ケレスの資質を与えているように見える。パクスは富の神プルトスである幼児に授乳する傍らで、サテュロスとプットの助けを借り、豊饒の角コルヌコピアから湧き出る大地の恵みを手前の少年少女たちと分け合っている。この子供たちは若者の持つ純粋さと次世代に託された希望を示唆している。松明をかかげ、少女の頭上に花冠を置いている少年は結婚の神ヒュメナイオスと思われる。
画面左上方には、パクスの頭上に平和を象徴するオリーブの冠を置くプットの姿がある。プットは左手に伝令神メルクリウスのアトリビュートであるカドゥケウスを持っており、交渉における公正な交換と相互作用の理想が含まれていることを連想させる。左側の2人の女性の役割は明らかではないが、画面中央前景でヒョウがじゃれていることから、酒と狂乱の神であるバッカスの信者（マイナス）である可能性が指摘されている（バッカスの戦車はヒョウによって牽かれた）。バッカスは農業の神でもあるため、ケレスにふさわしい神であり、伝統的にサテュロスと踊るマイナスを伴って描かれた。しかし財宝を運んでいるもう1人の女性像は、単に繁栄を表しているとも考えられる。
なお、画中の子供たちはチャールズ1世に仕える美術商バルサザール・ガービアー卿の子供たちであると特定されている。ルーベンスは今回のロンドン訪問の間、バルサザール・ガービアーとともに滞在した。ヒュメナイオスのモデルは彼の息子ジョージであり、ジョージが花輪を置いている少女は妹エリザベスである。大きな希望と不安の混じった瞳で鑑賞者をまっすぐに見つめているもう1人の女の子は別の姉妹スーザンである。

## 来歴
1828年、サザーランド公爵より寄贈された。